# Constantin Léontiev
Pour les articles homonymes, voir Leontiev.
Constantin Nikolaïevitch Leontiev - orthographe vieillie : Léontieff - (en russe : Константин Николаевич Леонтьев ; 13 janvier 1831 – 12 novembre 1891) est un diplomate, écrivain, moine et philosophe russe, d'orientation religieuse et réactionnaire.

## Biographie
Constantin Nicolaïevitch Léontiev est né le 13 janvier 1831 dans le village de Koudinovo (ru), du gouvernement de Kalouga, dans une famille de petits propriétaires terriens. Sa mère, très pieuse, joua un grand rôle dans la formation chez le jeune Léontiev d'un profond sentiment religieux.
Après un bref passage dans le régiment noble d'artillerie et des études de médecine à Moscou, il sert comme médecin bénévole durant la guerre de Crimée.
Il commence à écrire tôt, dès les années 1850, et ses récits publiés dans des revues connaissent de grands succès, grâce à l'aide de Tourguéniev.
Il épouse en 1861, à la surprise de tous, une jeune fille de Théodosie rencontrée en Crimée, et qui sombrera dans la folie.
En 1863, il entre dans la diplomatie, puis exerce des responsabilités consulaires dans diverses villes de l'Empire ottoman : Candie, Andrinople, Tulcea, Janina et enfin Salonique. Il acquiert une bonne connaissance de l'Orient et écrit beaucoup au cours de cette période ; ses idées philosophiques et politiques prennent leur forme définitive.
En 1871, il contracte le choléra et promet à la Vierge Marie de prononcer les vœux monastiques s'il guérit. Rétabli, il se rend à cheval jusqu'au monastère russe du mont Athos, déterminé à honorer sa promesse. Mais les moines l'en dissuadent. Il vit ensuite deux ans à Constantinople et sur l'île de Chálki, avant d'aller retrouver sa terre natale. En 1874, il entre comme novice au monastère de Nikolo-Ougrechski (en) , près de Moscou, mais revient bientôt sur ses terres. Il écrit pendant une année, en 1879, pour un journal à Varsovie avant de travailler pendant six ans au comité de censure à Moscou. Il publie pour Le Messager russe.
En 1887, il s'installe dans une petite maison près du monastère d'Optina et y reçoit secrètement la tonsure en août 1891.
Il meurt moine à la laure de la Trinité-Saint-Serge, le 12 novembre 1891.

## Asiatisme
Constantin Leontiev croyait en la capacité de l'Orient et de la Russie de donner un sens nouveau au monde. Nicolas Berdiaev le considérait comme un précurseur de Friedrich Nietzsche. Leontiev connaissait l'Orient, où il a été médecin militaire pendant la guerre de Crimée, puis consul en Crète, ensuite à Salonique. Il passe l'année 1871 au monastère d'Athos avant de s'installer à Constantinople en 1873-1874. Les Grecs étaient pour lui les gardiens de la tradition byzantine, et il prenait parti pour eux contre les Bulgares et les Slaves des Balkans, dans le conflit qui les opposait. Sa position affirmée provoque une rupture avec le slavophilisme.
Comme pour Vladimir Soloviev, l'Église orthodoxe d'Orient lui était plus précieuse que le monde slave, en opposition avec Fiodor Dostoïevski et avec Nikolaï Danilevski.
Par contre, sur Constantinople il rejoignait Dostoïevski ; la ville devait rester turque jusqu'à ce qu'elle soit russe ,. Sous l'influence de Danilevski, C. Leontiev énonce une théorie de la décadence de l'Europe, qui sous l'influence d'une révolution sociale universelle en arrivait à sa décomposition. La Russie devait, sur base des valeurs que lui avait transmis Byzance, lutter contre les principes égalitaristes et simplificateurs de l'Europe. Ces valeurs étaient : l'autocratisme, le christianisme d'Orient, et un idéal de perfection morale. Le rôle messianique de la Russie dépendait du développement d'une civilisation slavo-asiatique distincte de celle de l'Europe. La condition première était de prendre Constantinople et de former avec les forces du monde gréco-slave et la Turquie une grande nation ayant la Russie à sa tête.
Si les Russes n'élaboraient pas cette fusion de peuples, des millions d'autres Asiatiques le feront à leur place :
« Il faut que nous ayons foi dans un nouvel épanouissement du christianisme byzantin, dans la fécondité du sang touran mélangé au nôtre et en partie aussi au sang rude et impérieux des Germains »,.
Avec l'Orient, la Russie pouvait favoriser le renouvellement de la pensée européenne, qui devait chercher son originalité dans « l'inspiration au-delà des frontières de la société romano-germanique, c'est-à-dire en Russie, chez les musulmans, aux Indes, en Chine » .
Selon Ettore Lo Gatto, sans être vraiment un homme de lettres, Léontiev a donné avec son ouvrage Sur les romans de L. Tolstoï. Analyse, style et atmosphère un des meilleurs essais sur l'immense œuvre de Tolstoï. Riche d'une immense culture et d'une sensibilité aiguë il aurait pu être l'un des critiques les plus originaux de son temps. Mais il était attiré par des problèmes plus vastes qui lui firent rejeter le slavophilisme pour le byzantinisme et l'asiatisme.

## Œuvres traduites en français
- Écrits essentiels suivi de Le Pigeon égyptien, Lausanne, L'Âge d'Homme, 2003.
- L'Européen moyen : idéal et outil de la destruction universelle, Lausanne, L'Âge d'Homme, 1999.
- "Au sujet de l'amour universel : Extrait de Nos nouveaux chrétiens", dans, La Légende du Grand Inquisiteur de Dostoïevski, commentée par Konstantin Léontiev, Vladimir Soloviev, Vassili Rozanov, Serge Boulgakov, Nicolas Berdiaev, Sémion Frank, traduit du russe et présenté par Luba Jurgenson, éditions de L'Age d'Homme, Lausanne & Paris, 2004, p. 59-89.